# 483-й истребительный авиационный полк
483-й истребительный авиационный полк (483-й иап) — воинская часть Военно-воздушных сил (ВВС) Вооружённых Сил РККА, принимавшая участие в боевых действиях Великой Отечественной войны.

## Наименования полка
За весь период своего существования полк своё наименование не менял:
- 483-й истребительный авиационный полк ПВО;
- 483-й истребительный авиационный полк;
- Войсковая часть (Полевая почта) 26349.

## История полка
483-й истребительный авиационный полк сформирован 5 сентября 1941 года в Закавказском военном округе на аэродроме Аджикабул на основе 2-й и 3-й эскадрилий 267-го иап и 4-й аэ 45-го иап по штату 015/134 на самолётах И-153. После формирования полк вошёл в состав 8-го истребительного авиакорпуса ПВО.
В июле 1942 года (14.07.1942 г.) полк передан из войск ПВО ТС в ВВС КА, выведен из 8-го иак ПВО и вошёл в состав 238-й штурмовой авиационной дивизии 5-й воздушной армии Северо-Кавказского фронта (аэродром Маныш). В боевые действия вступил 15 июля 1942 года в составе 238-й штурмовой авиационной дивизии 5-й воздушной армии.
Первая известная воздушная победа полка в Отечественной войне одержана 17 июля 1942 года: батальонный комиссар Фатин К. М. и лейтенант Белоус А. А. в воздушном бою в районе северо-западнее ст. Пролетарская сбили 3 немецких бомбардировщика Ju-88. После кровопролитных боёв полк 3 августа 1942 года передал 12 экипажей на И-153 в 68-й иап и убыл в 6-й отдельный учебно-тренировочный авиационный полк Закавказского фронта (г. Будённовск). 9 августа полк вновь возвращён в состав войск ПВО ТС и вновь включён в 8-й истребительный авиационный корпус ПВО Бакинской армии ПВО, где доукомплектовывался и получал самолёты до 4 сентября 1942 года. 9 сентября вновь выведен в 6-й отдельный учебно-тренировочный авиационный полк Закавказского фронта. Находясь в составе 6-го оутап 25 декабря 1942 года полк передал личный состав поэскадрильно в 484-й и 494-й иап для укомплектования их по штату 015/284.
В марте 1943 года (14.03.1943 г.) управление полка направлено в 19-й запасной истребительный авиационный полк Сибирского военного округа (ст. Обь, Новосибирск), где находился по август, был переформирован по штату 015/284 и переучен на истребители Як-7б. С 23 августа полк перебазирован в 13-й запасной истребительный авиационный полк Приволжского военного округа на аэродром города Кузнецк Пензенской области, где продолжил доукомплектование до 6 сентября 1943 года.
В сентябре 1943 года полк был направлен в состав 288-й истребительной авиационной дивизии 17-й воздушной армии Юго-Западного фронта, где 13 сентября 1943 года вступил в боевые действия на самолётах Як-7б.
В ноябре 1943 года передан в состав вновь формируемой в Харьковском военном округе 336-й истребительной авиационной дивизии Резерва ВГК. По март 1944 года осваивал новые истребители Як-9Т и Як-9Д, был переформирован по штату 015/364.
В составе 336-й истребительной авиационной дивизии 16 марта 1944 года приступил к боевой работе на 2-м Белорусском фронте в 6-й воздушной армии самолётах Як-9. 24 апреля вместе с 336-й иад передан в состав 16-й воздушной армии 1-го Белорусского фронта, а 2 сентября — в 14-й воздушной армии 3-го Прибалтийского фронта. С 4 октября 1944 года полк воевал в составе 336-й истребительной авиационной дивизии в 3-й воздушной армии 1-го Прибалтийского фронта, а с 8 февраля 1945 года — в 15-й воздушной армии 2-го Прибалтийского фронта, с 1 апреля — 15-й воздушной армии Ленинградского фронта. 9 мая 1945 года полк исключён из действующей армии.
Всего в составе действующей армии полк находился:
- с 15 июля 1942 года по 12 августа 1942 года;
- с 4 сентября 1942 года по 16 марта 1943 года;
- с 13 сентября 1943 года по 31 октября 1943 года ;
- с 16 марта 1944 года по 9 мая 1945 года.

За отличия в боях лётчика полк были отмечены в составе дивизии Благодарностями Верховного Главнокомандующего:
- за освобождение города Ковеля[2].
- за овладение городом Пинск[3].
- за овладение городом Хелм[4].
- за овладение городом и крепостью Демблин[5].
- за овладение городом Валга[6].
- за прорыв вражеской обороны в район города Шяуляй (Шавли)[7].

В послевоенные годы полк находился в составе 336-й истребительной авиационной дивизии в Прибалтийском военном округе до сентября 1953 года в составе 11-го истребительного авиационного корпуса (с февраля 1949 года — 54-го истребительного авиационного корпуса) 15-й воздушной армии (с февраля 1949 года — 30-й воздушной армии). С сентября 1953 года полк вместе с дивизией был перебазирован в состав 22-й воздушной армии Северного военного округа.
В 1950 году полк перевооружился на истребители МиГ-15. Выполняя задачи по охране воздушных рубежей 13 июля 1952 года лётчик полка капитан Осинский на истребителе МиГ-15 перехватил и сбил в районе г. Вентспилс шведский самолёт-нарушитель DC-3.
В связи со значительным сокращение Вооружённых сил СССР 1 июля 1960 года полк был расформирован.

### Командиры полка
- капитан Семёнов Степан Иванович[10], 05.09.1941 — 01.1942
- майор Армашев Пётр Александрович[10][11], 21.01.1942 — 10.1945

## Участие в операциях и битвах
- Битва за Кавказ — с 15 июля 1942 года по 3 августа 1942 года и с 9 сентября по 14 марта 1943 года.
- Полесская наступательная операция — с 19 марта 1944 года по 5 апреля 1944 года.
- Белорусская операция «Багратион»[12] — с 23 июня 1944 года по 29 августа 1944 года.
- Люблин-Брестская операция[12] — с 18 июля 1944 года по 2 августа 1944 года.
- Тартуская наступательная операция[12] — с 10 августа 1944 года по 6 сентября 1944 года.
- Рижская операция[12] — с 14 сентября 1944 года по 22 октября 1944 года.
- Мемельская операция[12] — с 5 октября 1944 года по 22 октября 1944 года.
- Восточно-Прусская операция — с 13 января 1945 года по 25 апреля 1945 года.
- Блокада и ликвидация Курляндской группировки[12] — с 15 февраля 1945 года по 9 мая 1945 года.

## Отличившиеся воины
- Некрасов Владимир Петрович, старший лейтенант, заместитель командира эскадрильи 483-го истребительного авиационного полка 336-й истребительной авиационной дивизии 3-й воздушной армии 18 августа 1945 года удостоен звания Герой Советского Союза. Золотая Звезда № 7958.

## Лётчики-асы полка
| Фамилия, имя отчество               | Награды | Сбито самолётов (+ в группе) | Примечание |
| ----------------------------------- | ------- | ---------------------------- | --- |
| Белоус Александр Алексеевич         |         | 5 + 0                        | Лётчик полка: май — авг. 1942. Боевых вылетов: 218; воздушных боёв: 30. |
| Бродинский Виктор Игнатович         |         | 16 + 1                       | Лётчик полка: сент. 1943 — май 1945. Боевых вылетов: 206; воздушных боёв: 43 |
| Гура Степан Петрович                |         | 11 + 5                       | Лётчик полка: сент. 1943 — май 1945. Боевых вылетов: 319 |
| Дмитриев Фёдор Васильевич           |         | 5 + 0                        | Лётчик полка: сент. — окт. 1943. Боевых вылетов: 143; воздушных боёв: 18. Один самолёт противника сбит таранным ударом.                                                                                           |
| Исмагамбетов Великан Исмагамбетович |         | 7 + 0                        | Лётчик полка: . Боевых вылетов: 62 (16.08.1944). Пропал без вести 22 сентября 1944 г. Не вернулся с боевого задания.                                                                                              |
| Кальченко Поликарп Андреевич        |         | 11 + 0                       | Лётчик полка: окт. 1941 — авг. 1942. Боевых вылетов: 289. Один самолёт противника сбит таранным ударом. |
| Кутовой Василий Иванович            |         | 7 + 0                        | Лётчик полка: май — авг. 1944. |
| Михеев Александр Иванович           |         | 5 + 0                        | Лётчик полка: март 1944 — май 1945. Боевых вылетов: 236 |
| Некрасов Владимир Петрович          |         | 19 + 1                       | Лётчик полка: сент. 1943 — май 1945. Боевых вылетов: 202; воздушных боёв: 49. Умер 13 августа 1993 г. |
| Панфилов Сергей Михайлович          |         | 6 + 0                        | Лётчик полка: март 1944 — май 1945. Боевых вылетов: 87. |
| Саркисян Леон Михайлович            |         | 12 + 0                       | Лётчик полка: июль 1942 — май 1943. Боевых вылетов: 175; воздушных боёв: 47. Советско-японская война (1945): Боевую работу вёл на Як-9 в составе 356-го иап. Сбитых самолётов противника нет. Боевых вылетов: 14. |
| Сергеев Виктор Михайлович           |         | 11 + 0                       | Лётчик полка: март 1944 — май 1945. Боевых вылетов: 330 (18.04.1945) |
| Фатин Константин Михайлович         |         | 5 + 0                        | Лётчик полка: июль 1942 — апр. 1944. Пропал без вести 27 апреля 1944 г. Не вернулся с боевого задания. |
| Хохряков Дмитрий Тимофеевич         |         | 6 + 0                        | Лётчик полка: март 1944 — май 1945. Боевых вылетов: 248 |
| Шилкин Вячеслав Сергеевич           |         | 5 + 0                        | Лётчик полка: сент. 1943 — май 1945. Боевых вылетов: 122 |

## Итоги боевой деятельности полка
Всего за годы Великой Отечественной войны полком:
| Выполнено боевых вылетов | Сбито самолётов в воздухе | Уничтожено самолётов всего |
| ------------------------ | ------------------------- | -------------------------- |
| 4438                     | 178                       | 180                        |

Свои потери:
| Потеряно самолётов, всего | Погибло лётчиков всего |
| ------------------------- | ---------------------- |
| 59                        | 35                     |

## Базирование
| Период                  | Место базирования  |
| ----------------------- | ------------------ |
| 07.1945 — 01.09.1953    | Рига, Латвия       |
| 01.09.1953 — 01.07.1960 | Подужемье, Карелия |